# Lithostege duponcheli
Lithostege duponcheli là một loài bướm đêm trong họ Geometridae.